# 托盧洛普·阿羅提莉
托盧洛普·奧盧瓦托因·莎拉·阿羅提莉（1995年12月13日—2020年7月14日）簡稱托盧洛普·阿羅提莉（Tolulope Arotile），是奈及利亞空軍飛官，亦是該國首位女性攻擊直升機飛行員。
阿羅提莉曾在針對奈及利亞北部各州動盪局勢的軍事打擊行動中付出巨大貢獻。2020年，阿羅提莉於卡杜納州的空軍基地的一次事故中因頭部重傷而身故。

## 生平
托盧洛普·阿羅提莉（下稱阿羅提莉）在1995年12月13日出生於卡杜納州，其父阿金通德·阿羅提莉（Akintunde Arotile）來自科吉州伊朱姆地方政府區下轄的伊費。阿羅提莉於2000－2005年間就讀於卡杜納空軍小學，2005－2011年前往卡杜納空軍中學就讀，並於2012年9月22日作為64期正期生進入奈及利亞國防學院（位於卡杜納州）。2017年9月16日，阿羅提莉被任命為奈及利亞空軍飛官，並取得該國防學院的數理學學士學位。阿羅提莉在前往南非完成飛行訓練後，於2019年10月15日被授予「奈及利亞空軍史上首位女性攻擊直升機飛行員」的稱號（該國首位女性戰鬥機飛行員是卡法耶特·桑克（Kafayat Sank））。在阿羅提莉任職兩年後，其已擁有460小時的直升機飛行時數。之後她參與針對聖戰組織博科聖地的軍事打擊行動，奈及利亞總統穆罕默杜·布哈里曾對其技巧和勇敢表示敬意。在打擊伊斯蘭國的戰事中，阿羅提莉的表現被認為是「有效、致命和無畏」。
阿羅提莉同時持有商業飛行執照，曾前往義大利接受阿古斯特維斯特蘭AW109直升機的飛行戰術訓練。

## 死亡
根據奈及利亞空軍發言人伊比庫尼·達拉莫拉（Ibikunle Daramola）表示，阿羅提莉於2020年7月14日在卡杜納的空軍基地發生交通意外導致頭部受到重創而不治身亡。事發當時她正在向其空軍中學的同學打招呼，隨後被後者不慎駕車撞倒。奈及利亞社會呼籲對該事故進行調查，並認為其事發經過「可疑」。
2020年7月23日，阿羅提莉安葬於阿布加機場路（Airport Road）軍事公墓。奈及利亞空軍透露，阿羅提莉在下葬前並未對其進行屍檢，原因是她的死因明瞭且事發當時有目擊證人在場。空軍同時表示，阿羅提莉的家屬希望盡快脫離傷痛，並未要求對其驗屍，也指出家屬對軍方的調查表示滿意。事故調查工作於同年7月24日轉交該國警方。